# Восходовское сельское муниципальное образование
Восходовское сельское муниципальное образование — сельское поселение в Октябрьском районе Калмыкии. Административный центр — посёлок Восход.

## География
Поселение расположено в пределах Сарпинской низменности. Общая площадь Восходовского СМО составляет 43 495 га. СМО граничит:
- на юге — с Большецарынским СМО,
- на юго-западе — Цаган-Нурским СМО Октябрьского района,
- на западе — с Ханатинским, Тундутовским и Малодербетовским СМО Малодербетовского района
- на севере и северо-востоке — с Ики-Бухусовским СМО Малодербетовского района.

## Население
| 2002 | 2010 | 2011 | 2012 | 2013 | 2014 | 2015 |
| ---- | ---- | ---- | ---- | ---- | ---- | ---- |
| 891  | ↘882 | ↘877 | ↘867 | ↘843 | ↘792 | ↗797 |
| 2016 | 2017 | 2018 | 2019 | 2020 | 2021 |      |
| ↘788 | ↘786 | ↘758 | ↘744 | ↘738 | ↘730 |      |

### Национальный состав
По данным Всероссийской переписи населения 2010 года:
| Национальность | Численность (чел.) | Процентное соотношение |
| -------------- | ------------------ | ---------------------- |
| Калмыки        | 477                | 54,08%                 |
| Корейцы        | 182                | 20,63%                 |
| Русские        | 146                | 16,55%                 |
| Чеченцы        | 38                 | 4,32%                  |
| Коми-пермяки   | 12                 | 1,36%                  |
| Другие         | 13                 | 1,47%                  |
| Не указана     | 4                  | 0,45%                  |
| Всего          | 882                | 100,00%                |

## Состав сельского поселения
| № | Населённый пункт | Тип населённого пункта          | Население |
| - | ---------------- | ------------------------------- | --------- |
| 1 | Восход           | посёлок, административный центр | ↘870      |
| 2 | Шарлджин         | посёлок                         | ↘14       |